# Los Corrales
Los Corrales is een gemeente in de Spaanse provincie Sevilla in de regio Andalusië met een oppervlakte van 67 km². In 2007 telde Los Corrales 4076 inwoners.